# Апух

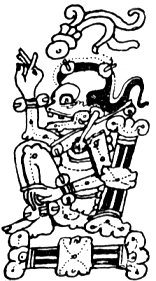
"Бог А" в дрезденском кодексе

Ах-Пуч (иногда неверно Апух) — историографический фантом мифологии майя. С конца XIX века воспринимался как один из богов смерти и королей Шибальбы (преисподней). За его изображения принимались антропоморфные фигуры с черепом вместо головы (иногда с головой совы) и с трупными пятнами на теле. Его головной убор — в форме головы каймана.
Впервые сообщения об Ах-Пуче появились у Д. Бринтона (1895) и оттуда попали во все книги о религии майя. О том, что на самом деле майя не знали такого божества, пишет майянист Джон Эрик Томпсон "История и религия майя" (1970). При этом Томпсон признает, что также воспринимал это божество как реальное в своих более ранних работах. Божество, принимаемое за Ах-Пуча, вероятно, имело отношение к божеству смерти, условно называемому археологами "бог А". На фантомности Ах-Пуча также настаивает российский майянист Дмитрий Беляев. Другие исследователи считают Ах-Пуча настоящим божеством майя.
У майя имелось множество богов смерти, их имена различались в зависимости от племени. Все они обитали в подземных мирах (число которых обычно равно девяти) и имели различные иконографические облики. Наиболее часто упоминаются: Кумхав и Вак-Митун-Ахав (у юкатанских майя), Кисин (у лакандонов), Ма-Ас-Амкуинк (у кекчи), у киче: Шикирипат и Кучумакик (вызывали кровотечения), Ах-Альпух (вызывал желтуху), Вукуб-Каме, Чимиабак, Кикшик, Кикришкак, и др.
В ряде публикаций Ах-Пуча называют "главным" божеством смерти среди майя. Образ Ах-Пуча получил распространение в массовой культуре, он встречается в мультфильмах и компьютерных играх.